# 落合郵便局 (東京都)
落合郵便局（おちあいゆうびんきょく）は東京都中野区にある郵便局。民営化前の分類では集配普通郵便局であった。

## 概要
局名に新宿区の地名である「落合」を用い、集配担当地域も全域が新宿区内であるが、局舎自体は区境である道一本隔てた中野区に立地している。
かつて集配業務を行う唯一の分室であった「新宿北郵便局落合長崎分室」の廃止と同日に開局した郵便局であり、郵便区を含め、同分室の業務をすべて承継している。
住所：〒161-8799 東京都中野区東中野4-27-21

### 分室
分室はなし。過去に存在した分室は以下のとおり。
- 保険分室 - 簡保と郵便年金のみを取扱う分室だった。廃止年不明。
- 淀橋分室 - 1950年（昭和25年）に廃止。

## 沿革
- 年月不明 - 落合長崎郵便局設置。
- 1944年（昭和19年）10月1日 - 保険分室を豊島区椎名町三丁目[1]に設置（取扱業務は簡保と郵便年金）[2]。
- 1946年（昭和21年）3月11日 - 淀橋分室を淀橋区柏木一丁目[3]に設置[4]。
- 1950年（昭和25年）8月1日 - 淀橋分室を廃止。取扱業務は同日新設された新宿郵便局に承継[5]。
- 1960年（昭和35年）8月1日 - 落合長崎郵便局を廃止。同日、新宿郵便局落合長崎分室を、新宿区下落合二丁目（局舎跡）に設置。
- 1976年（昭和51年）6月21日 - 落合長崎分室を同日開局した新宿北郵便局に移管。
- 1995年（平成7年）7月31日 - 新宿北郵便局落合長崎分室を廃止。同分室の業務を引き継ぐ形で、落合郵便局を中野区東中野四丁目の現在地に設置。なお、旧局舎を利用して、同日、新宿下落合四郵便局が設置された。
- 1998年（平成10年）9月1日 - 外国通貨の両替および旅行小切手の売買に関する業務取扱を開始。
- 2007年（平成19年）10月1日 - 民営化に伴い、併設された郵便事業落合支店に一部業務を移管。
- 2012年（平成24年）10月1日 - 日本郵便株式会社の発足に伴い、郵便事業落合支店を落合郵便局に統合。
- 2017年（平成29年）2月6日 - ゆうゆう窓口の24時間営業を廃止。
- 2019年（平成31年） - 日本郵便東京支社ビル再開発に伴い東京共通事務集約センター等が局内に移転。

## 取扱内容
- 郵便、印紙、ゆうパック、内容証明
- 貯金、為替、振替、振込、国際送金、外貨両替、国債、投資信託
- 生命保険、バイク自賠責保険、自動車保険
- ゆうちょ銀行ATM
- 新宿区内の一部地域（〒161-xxxx）の集配業務。尚、当局の所在する中野区東中野は受持たない（中野郵便局が担当）
- ゆうゆう窓口

## 周辺
- 中野区立東中野地域センター
- 落合中央公園
- 神田川

## アクセス
- 東京メトロ東西線 落合駅から徒歩約3分
- 西武新宿線、都営大江戸線 中井駅から徒歩約8分
- JR中央本線、都営大江戸線 東中野駅から徒歩約10分
- 関東バス 上落合一丁目停留所、もしくは東中野地域センター停留所下車
- 早稲田通り沿い
- 駐車場あり：6台